# HanRSS
HanRSS（한RSS、한알에스에스、はん あーるえすえす）はウェブベースのフィードリーダー。2005年より運用開始。朝鮮語版のほか、日本語版が存在し、朝鮮語版は韓国のアルワークスが、日本語版には株式会社ミクルがそれぞれ運営している。

## 概要
2005年10月に韓国のプログラマ、ソ・ソンリョル（서성렬、現アルワークス CEO）が個人で開発し、運用を開始。
Bloglinesに似たインターフェイスに、キーボードショートカット機能、OPMLのインポート・エクスポート機能、macOS の Dashboard や、Yahoo! ウィジェット用の更新通知ツール等も備える。
RSSを登録するには、サイトアドレス等を直接入力する方法の他、JavaScript で作られたブックマークレットによる登録も可能。またモバイル版や iPhone 版、アルワークスが運用する他のウェブサービス（ブログ検索エンジン Trenb など）とも連携し、利便性を高めている。
2006年、株式会社ミクルにより日本語版が運用を開始。
10月9日のハングルの日には、ダウムやネイバー等、他のポータルサイトと同様、サイトのロゴがハングル表記に変更される。
現在、韓国でのフィードリーダーのシェア第1位を誇る。